# 이란이
이란이(1974년 2월 15일 ~ )는 대한민국의 가수이다.

## 음반
- 2011년 어떡하라고

## 수상
- 2011년 대한민국 시민대상수상
- 2014년 신인가수상 수상
- 2016년 성인가요대상 수상